# Белавин, Борис Иванович
Бори́с Ива́нович Бела́вин (26 июля 1790 — 22 августа 1830) — полковник, участник Отечественной войны 1812 года и Бородинского сражения, кавалер ордена святого Георгия 4 класса.

## Биография
Родился 26 июля 1790 года[по какому календарю?]. Сын нижегородского губернатора И. С. Белавина.
В службу вступил 7 июня 1806 года колонновожатым. 2 ноября того же года переведен юнкером в кавалергарды. Участвовал с полком в Прусской кампании 1807 года.
29 января 1809 года он уже эст-юнкер, а 20 сентября того же года — корнет.
В 1812 году был произведен в поручики. Принимал участие в Бородинском сражении, за что был награждён орденом святой Анны 4 степени. 17 августа под Кульмом он весь день находился во фланкерной цепи и был ранен пулей в правую плечевую кость, бросился с фланкерами от двух эскадронов на неприятельскую батарею. За этот подвиг он был награждён орденом святого Георгия 4 степени, а за сражение при Фершампенуазе орденом святого Владимира 4 степени с бантом.
В 1813 году произведен в штабс-ротмистры. 16 июля 1816 года — ротмистр.
26 августа 1817 года Белавин уволен в отставку за ранами в звании полковника с мундиром и полным пенсионом. По выходе в отставку он поселился в селе Чернухе Макарьевского уезда Нижегородской губернии, доставшееся ему по раздельному акту 1806 года.
12 января 1852 года женился на дочери губернского почтмейстера, Анне Андреевне Рудневой, от которой у него родились мертвые дети.
Скончался 22 августа 1830 года[по какому календарю?] на Кавказе и был похоронен в построенной им церкви.

## Награды
Награждён орденами Святой Анны 4 степени, Святого Георгия 4 степени, Святого Владимира 4 степени.